# Pomnik Nauczycieli w Warszawie
Pomnik Nauczycieli – monument znajdujący się przy ul. Wybrzeże Gdańskie w Warszawie, na terenie parku im. Romualda Traugutta.

## Opis
Pomnik powstał z inicjatywy prezydenta miasta Stefana Starzyńskiego. Upamiętnia pracę, zasługi i patriotyzm nauczycieli w okresie zaborów.
Monument w formie dużego głazu został odsłonięty 12 listopada 1938, w 20. rocznicę odzyskania przez Polskę niepodległości.
Upamiętnienie zostało zniszczone przez Niemców w 1944. Zostało odtworzone w formie kompozycji z ocalałych fragmentów głazu według projektu Tadeusza Sowickiego i ponownie odsłonięte 22 listopada 1958. Na największym kamieniu wykuto słowa Jana Zamoyskiego (błędnie przypisane jednak Stanisławowi Staszicowi): Takie Rzeczypospolite będą − jakie ich młodzieży chowanie. Poniżej umieszczono datę 22 XI 1958 r. i napis Ku uczczeniu pracy Nauczycieli − Prezydium Rady Narodowej m.st. Warszawy, natomiast z boku tablicę z brązu z napisem W r. 1938 ufundowany dla uczczenia pracy Nauczycieli przez Zarząd Miejski m.st. Warszawy. W r. 1944 rozbity przez okupanta hitlerowskiego. W r. 1958 ponownie wzniesiony w dniu Nauczyciela przez Radę Narodową m.st. Warszawy.
Po 1989 kamień z wyrytym napisem odwrócono i przywrócono pierwotny napis z 1938 o treści:

Odrodzić dusze ludzkie
Zmienić człowieka
Zrobić go lepszym
Potężniejszym i silniejszym
Oto wasze zadanie
Józef Piłsudski
Ku uczczeniu pracy nauczycielstwa stolicy
W 20-tą rocznicę odzyskania niepodległości
Zarząd Miejski
1938 rok

Tablica z brązu zaginęła.

## Inne informacje
W Warszawie znajduje się również pomnik Nauczycieli Tajnego Nauczania, odsłonięty w 2000 w parku Kazimierzowskim.